# Constitució soviètica
Constitució de la Unió Soviètica és el nom genèric que es dona al conjunt de les diferents constitucions que van regir políticament la Unió de Repúbliques Socialistes Soviètiques (URSS) entre la seva fundació l'any 1922 i la seva dissolució el desembre de 1991. Hi va haver un total de quatre constitucions (la primera en ordre cronològic no fou aplicada a nivell federal, només a Rússia, tot i així és considerada tradicionalment com a constitució soviètica):

Escut de la Unió Soviètica

- La Constitució de 1918, sancionada després de la Revolució d'Octubre. No es va aplicar, en principi, a la Unió Soviètica —encara no existia — sinó a la que més endavant seria el seu component més important: la República Socialista Federativa Soviètica de Rússia.
- La Constitució de 1924, sancionada després de la creació de l'URSS i que legitimava la seva formació, a més de reestructurar els òrgans de govern soviètics. Va ser la primera de caràcter federal.
- La Constitució de 1936 o Constitució de Stalin, que contenia grans canvis respecte l'anterior.
- La Constitució de 1977 o Constitució de Bréjnev, la darrera i més extensa de les quatre.

Les constitucions de la Unió Soviètica, sobretot les de 1936 i 1977, van servir de model per a pràcticament tota la resta de constitucions socialistes que es van redactar des d'aleshores. Juntament amb els fonaments principals del sistema legal socialista, la seva influència es pot trobar encara a començaments del segle xxi en països tan distants com Vietnam i Cuba.

## Conceptes generals
D'acord amb la teoria marxista-leninista, l'objectiu de les successives constitucions de la Unió Soviètica era, un cop superat el capitalisme, establir les bases per al desenvolupament del socialisme, de tal manera que finalment es pogués arribar a la fase final del desenvolupament humà, el comunisme.
Com que l'any 1918 Rússia era el primer i únic Estat socialista del món, els bolxevics van considerar necessari l'ordenament constitucional, però van rebutjar totalment els models vigents a altres països -principalment liberals-, que van considerar inadequats per a la construcció del nou règim. Veien la democràcia representativa tradicional i el seu multipartidisme com un model burgès, oposat a la democràcia socialista que volien implementar.

## Organització de l'Estat, l'economia i la societat
El primer article de les quatre constitucions definia la naturalesa de l'Estat, tal com el recull el de la Constitució de 1936:
| « | La Unió de Repúbliques Socialistes Soviètiques és un Estat socialista d'obrers i camperols. | » |

El sistema econòmic, considerat la base de la societat, era una de les primeres coses que institucionalitzava la Constitució.
L'article Quatre de la Constitució de 1936 establia que la base econòmica de l'URSS la constituïen el sistema socialista d'economia i la propietat socialista dels instruments i mitjans de producció, com a resultat de la supressió del sistema capitalista d'economia, de l'abolició de la propietat privada dels instruments i mitjans de producció, i de l'anul·lació de l'explotació de l'home per l'home.
Per la seva banda, la Constitució de 1977 afirmava que:
| « | L'objectiu suprem de la producció social sota el socialisme és el de satisfer en la major mesura possible les creixents necessitats materials, culturals i espirituals del poble. | » |

La Constitució de 1977 va convalidar la propietat socialista dels mitjans de producció i el control centralitzat i planificat de l'economia, tot i que va especificar que aquesta organització es complementava amb un marc d'independència per a cada empresa, cooperativa o altres formes organitzatives. De tota manera, durant el govern de Mikhaïl Gorbatxov es van introduir una sèrie de reformes, en el marc de l'anomenada perestroika, que van donar lloc a un canvi radical dels articles relatius a l'economia, amb l'objectiu de facilitar la transició cap a l'economia de mercat.
Després, en una sèrie de capítols clarament diferenciats, es detallaven, entre altres coses, l'estructura de l'Estat i els seus òrgans de govern, les repúbliques federades i les competències dels seus governs locals, i l'organització dels poders executiu, legislatiu i judicial. Cal ressaltar que, si bé existia la divisió de poders, el Soviet Suprem —legislatiu— era qui designava els altres dos. El fet que els poders executiu i judicial quedessin, en certa manera, supeditats al legislatiu, es fonamentava en el principi que els soviets de diputats eren els màxims dipositaris de la voluntat popular, d'acord amb el sistema electoral previst per la Constitució.
A partir de la Constitució de 1936, va quedar oficialment establert el sufragi universal, igual, secret i obligatori. Tots els ciutadans més grans de 18 anys tenien dret de vot, i els més grans de 21 anys tenien dret a ser elegits. Addicionalment, es conferia potestat a les principals organitzacions de masses —com el Komsomol o els sindicats— per a proposar candidats. Quedava també fixat el rol del Partit Comunista, definit al preàmbul de la Constitució de 1977 com a "avantguarda de tot el poble".
A més, s'establien una sèrie de drets considerats inalienables, com l'educació pública, la seguretat social, el dret a un medi ambient saludable, i altres drets culturals i socials. En contraposició al principi de la propietat privada, s'instaurava l'anomenada propietat personal, que emparava els béns propis de cada ciutadà. Addicionalment, es garantien, entre d'altres, les llibertats d'expressió, premsa i mobilització, que s'asseguraven "posant els edificis públics, carrers i places a disposició del poble treballador i les seves organitzacions, i difonent àmpliament la informació, amb l'oportunitat de servir-se de la premsa, la televisió i la ràdio". Els opositors al sistema soviètic afirmen que aquestes llibertats només eren nominals i no es respectaven de fet.
Finalment, quedaven instaurats oficialment l'escut, la bandera, l'himne i la capital de l'Estat. Les disposicions finals establien el procediment per reformar la Constitució.

## Drets i deures constitucionals
El reconeixement dels drets individuals i polítics, i també les obligacions dels ciutadans soviètics es troben al Capítol X, Arts. 118-133.
Cal ressaltar com a Drets reconeguts: Dret al treball, Dret a la pensió, Dret a l'educació, i el reconeixement de la paritat - igualtat entre homes i dones. Els articles 127, 128 i 130 parlen de Drets de caràcter processal (inviolabilitat del domicili, principi de subjecció a la Constitució i habeas corpus). A l'Art. 124, es recalca la laïcitat de la Unió de Repúbliques. Finalment, la Constitució instaura el servei militar obligatori i afirma el deure que tenen els ciutadans de defensar la pàtria.